# London Spy
London Spy je britská pětidílná minisérie, kterou vysílal televizní kanál BBC Two od 9. listopadu do 7. prosince 2015. Příběh pojednává o vztahu dvou mladých mužů pocházejících z naprosto rozdílných prostředí. Režisér Jakob Verbruggen obsadil do hlavní role Bena Whishawa.

## Děj
Danny se zajímá hlavně o večírky a noční život. Jednou se seznámí s tajemným Alexem, o kterém zjistí, že pracuje pro zpravodajskou službu. Jeho lehkovážný život se tím výrazně zdramatizuje.

## Obsazení
| Ben Whishaw        | Daniel Edward „Danny“ Holt           |
| Edward Holcroft    | Alistair „Alex“ Turner               |
| Jim Broadbent      | Scottie, Dannyho dávný přítel        |
| Charlotte Rampling | Frances Turnerová, Alistairova matka |
| Samantha Spiro     | detektiv Taylorová                   |
| Lorraine Ashbourne | paní Turnerová / chůva               |
| David Hayman       | pan Turner / správce                 |
| Clarke Peters      | „Američan“                           |
| Harriet Walterová  | Claire                               |
| James Fox          | James                                |
| Mark Gatiss        | Rich                                 |
| Adrian Lester      | profesor Marcus Shaw                 |
| Riccardo Scamarcio | „Dvojník“                            |
| Nicolas Chagrin    | Charles Turner, Alistairův otec      |

## Seznam dílů
| Č. | Název                      | Režie            | Scénář        | Premiéra ve VB     | Sledovanost ve VB (v milionech) |
| --- | -------------------------- | ---------------- | ------------- | ------------------ | ------------------------------- |
| 1 | Episode 1 Lullaby          | Jakob Verbruggen | Tom Rob Smith | 9. listopadu 2015  | 3,63                            |
| Danny pracuje ve skladišti, žije ve skromné domácnosti se svými spolubydlícími a užívá si života. Jednou nad ránem cestou z nočního klubu na mostě nedaleko sídla MI6 potká muže, který je zde na joggingu. Nemůže jej pustit z hlavy a vrací se opakovaně na totéž místo, aby ho vyhledal. Podaří se, muž se představí jako investiční bankéř Joe a pozve ho na oběd. Sbližují se, chodí spolu na výlety, mají spolu sex. Danny se svěří se svou minulostí, ale jeho protějšek je stále ve svěřování zdrženlivý. Ukáže se, že Joe se vlastně jmenuje Alex a je matematický génius, poněkud uzavřený a společensky neobratný. Danny ho představí svému starému příteli Scottiemu, který je však vůči Alexovi poněkud nedůvěřivý. Krátce nato jde Danny k Alexovi, sbalený ke společnému výletu, ale nenajde ho, nikdo neotvírá, neodpovídá na telefonáty. Zdrcený a bezradný jde za Scottiem, doma pak najde vyrabovaný, prohledaný byt. Kdosi mu v práci nechá klíče od Alexova bytu a Danny se tam vydá na výzvědy. Byt je prázdný, ale na půdě ho čeká překvapení. Drogy a sadomasochistické pomůcky, Alexův laptop s videi a… jeho mrtvé tělo zavřené v masivním kufru. Vyděšený Danny zavolá policii, ale ještě si vzpomene na Alexovu poznámku, když se viděli naposled, a schová si jakýsi zakódovaný váleček z baterie jeho laptopu. Při policejním výslechu vyjde najevo, že Alexovo jméno je Alistair, nebyl sirotek a nepracoval v bankovnictví, nýbrž pro tajnou službu MI6. Scottie zajistí Dannymu právníka a odveze ho domů. |                            |                  |               |                    |                                 |
| 2 | Episode 2 Strangers        | Jakob Verbruggen | Tom Rob Smith | 16. listopadu 2015 | 2,64                            |
| Dannymu se nedaří rozluštit kód na tajuplném válečku, který si odnesl z Alexova laptopu, a tak ho prozatím schová ve své skrýši. Má podezření, že je stále někým sledován. Policie ho viní z toho, že po osmiměsíčním vztahu při společných SM hrátkách nechal svého přítele zemřít. Rozhodne se zajít do novin a říci svou verzi příběhu, že byl Alex zavražděn a to vše je na Dannyho nastražené, ani tam však neuspěje a následně vyjde skandalizující článek. Scottie se cítí pohoršený Dannyho nedůvěřivostí kvůli tomu, že sám dříve pracoval pro tajnou službu, svěří mu tedy část své minulosti, jak a proč odtud odešel. Alexovi rodiče, které Danny dosud nepoznal, ho na základě článku pozvou k sobě na venkov, Danny se k nim tedy vypraví. Na nádraží ho dvojice vyzvedne a odveze do domu, kde ho ubytuje přes noc a požaduje po něm, aby to vše nechal být a zapomněl, nepřejí si prý žádný rozruch. Danny však prokoukne, že to na něj pouze hrají, a následně je jimi odvezen na zámeček, kde bylí skuteční rodiče. Seznámí se s chladnou dominantní Frances Turnerovou a jejím manželem Charlesem, zatímco pár původně vydávaný za rodiče jsou jen jejich zaměstnanci. Po večeři se Frances snaží Dannyho přesvědčit, že jejich vztah pro Alexe nic neznamenal, že ho vůbec neznal a Alistair byl někým úplně jiným, avšak marně. Ráno Danny zajde za služebnou a pozná u ní skutečnou lásku k Alexovi. Ta mu svěří, že Alex své jméno Alistair nesnášel, podobně jako býval chladný jeho vztah s matkou. Po návratu do Londýna k Dannymu na nábřeží Temže přistoupí tajemný Američan, který mu důrazně doporučí, aby si dával pozor na své zdraví. Předá mu svou vizitku a zanechá mu i podivnou pastilku ukrytou do bonbonu. Podobnou radu, tentokrát upřímně přátelskou, pak dostane i od Scottieho, který ho nabádá, aby v zájmu své bezpečnosti zanechal pátrání. |                            |                  |               |                    |                                 |
| 3 | Episode 3 Blue             | Jakob Verbruggen | Tom Rob Smith | 23. listopadu 2015 | 2,31                            |
| K Dannymu do bytu vtrhne policie, je zatčen, podroben krevním i DNA testům a předveden k výslechu. Detektivka Taylorová pracuje s hypotézou, že Danny nechal Alexe zemřít v kufru při erotické asfyxii, zatímco sám omdlel z předrogování. Danny musí přiznat, že v minulosti párkrát zkoušel asfixační praktiku s dřívějším sexuálním partnerem, stejně jako drogu GHB zvanou „tekutá extáze“. I ta byla u Alexe na půdě. Danny zjišťuje, že byl odposloucháván štěnicemi. Scottie mu poskytne domácí azyl, když se o něj pokouší horečka. Vyšetřovatelé mu mimo jiné ukázali logo eskortní služby, kterou měl údajně Alex využívat. Danny se tedy rozhodne vyhledat dávného známého, hudebního producenta Riche, aby mu pomohl o ní něco zjistit. Ten nabídne informace výměnou za sex, což však Danny odmítne a odejde. Po návratu domů se od spolubydlící dozví, že našla jeho lék na HIV, jímž se ukáže být pastilka od tajemného Američana. A test, na který Danny zajde, potvrzuje jeho infekci. Rozrušený Danny je přesvědčený, že byl nakažen záměrně. Zhroucený opět vyhledá podporu u Scottieho. Svěří se mu o nalezeném výlečku, jehož kód ještě nerozluštil. Ten ho pak vezme za svou přítelkyní Claire, která je na vysokém postu v Londýnské univerzitě a zprostředkuje kontakt s Alexovým profesorem Marcusem Shawem. Poté Scottie zavede Dannyho do uzavřeného pánského klubu, aby tam vyhledal dávného známého z tajné služby Jamese. Zkusí z něj nátlakem zjistit nějaké informace, když však zmíní jméno Alexe Turnera, jsou oba vykázáni a odnesou si jediné ponaučení – že Alexe považovaly za hrozbu všechny významné tajné služby. Později za Dannym přijede Rich a předá mu mobilní telefon. Sotva jej Danny v soukromí vybalí, ozve se příchozí hovor. |                            |                  |               |                    |                                 |
| 4 | Episode 4 I Know           | Jakob Verbruggen | Tom Rob Smith | 30. listopadu 2015 | 2,15                            |
| Tajemný anonymní telefonát z mobilu od Riche vede Dannyho do restaurace na setkání s mužem, italským umělcem, který byl jako eskort kýmsi neznámým najat, aby svedl Alexe a tak ho kompromitoval. Později se Danny dozví, že před týdnem proběhl Alexův pohřeb, aniž by byl na něj pozván. Scottie ho utěšuje a doporučí vlastní rozloučení. Danny pak zajede na pláž, spálí všechny pozůstalé věci po Alexovi a rozpráší popel do moře. Stále také přemýšlí nad kódem k záhadnému válečku, až si vybaví vzpomínku na hovor s Alexem o tom, že je pro něj „tím jediným“. Zkusí zadat 0000001 a zařízení se otevře. Odhalí konektor USB. Nadšený Danny jde ke Scottiemu, ale najde ho v hrozném stavu, opilého a deprimovaného. Vezme ho do nemocnice, s podezřením, že propuknutí těchto stavů má na svědomí záměrné cizí zavinění, sežene Scottiemu léky proti depresi na černém trhu, aby mu je nemohl nikdo zaměnit. Když je toto vyřešeno, dostanou se konečně k obsahu flash paměti. Dojednají schůzku s Claire a profesorem Shawem a společně zkoumají data na počítači. Konečně přijde odhalení, že Alex vyzkoumal metodu, jak odhalit pravdu či lež v mluveném projevu, univerzální detektor lži, což by změnilo svět. Proto byl patrně považován za hrozbu. Policie později Dannymu sdělí, že ho z Alexovy smrti neobžaluje, ten však prohlásí, že tím to nekončí. Znovu se sejde s Claire a Marcusem, Scottie však nedorazí a místo toho volá z kabiny zamčeného taxíku (patrně téhož, který na začátku dílu vezl Dannyho za eskortem), aby mu jen krátce sdělil, že mu zanechá dopis. Danny utíká na místo v parku, kudy se dříve procházeli, a najde tam bezvládné tělo Scottieho oběšeného na stromě. |                            |                  |               |                    |                                 |
| 5 | Episode 5 If This Is a Lie | Jakob Verbruggen | Tom Rob Smith | 7. prosince 2015   | 2,32                            |
| První scéna je ze Scottieho pohřbu, Danny drží řeč, vzpomíná na něj. Je tam i Claire, po pohřbu k němu přijde Marcus s doporučením, aby zničili své kopie dat z Alexova výzkumu a nechali už to být. Danny se později stěhuje od svých spolubydlících do luxusního domu, který mu Scottie odkázal. Potká se s vyšetřovatelkou Taylorovou, která mu sdělí, že věří jeho verzi událostí, ale nemůže dál pátrat po průběhu Alexovy smrti kvůli tlaku svých nadřízených. Danny se pak snaží přesvědčit Claire, ale ani ona už dál nechce pátrat a bojovat s ním. Pošle kopie Alexových zpráv z výzkumu do redakcí všech významných novin, ale dopisy se mu vrátí s prázdnými stránkami. Nečekaně ho po sedmileté odluce navštíví jeho rodiče s tvrzením, že otec umírá. Vezmou ho k sobě domů a pořídí společnou fotku, pak ale Danny odhalí, že je vše jen zaranžované, a matka přizná, že jim kvůli němu vyhrožují. Při odchodu zjistí, že blesk z upraveného fotoaparátu zároveň vymazal všechna digitální zařízení i data na zakódované flashce, kterou nosil na krku. Doma nachází smazané všechny své e-maily a v došlé poště jen ten pořízený snímek s rodiči. Později jde na setkání podpůrné skupiny HIV pozitivních a tam se svěří s celým příběhem. Když tam zahlédne podporující rodiče jednoho z mladých účastníků, vyrazí ještě jednou na venkov za Alexovou matkou Frances. Dozví se od ní o Alexově/Alistairově dětství, o jejích vlastních zmařených ambicích v bezpečnostní službě MI5 a o tom, jak ho cíleně vedla ke špiónství, aby se stal tím, kým ona už být nemohla. Zjistí, že Alexovou biologickou matkou je Turnerových chůva, u níž Frances kdysi odhalila jeho genialitu, pojala ho za svého, přejmenovala z Alexe na Alistaira a vedla pevnou rukou k rozvoji dovedností. V závěru se ukáže také její zapojení při posledních událostech před Alexovou smrtí. Měla ji na svědomí MI5, která chtěla udržet pod pokličkou jeho výzkum. Přivolala Frances k Alexovi už zavřenému v kufru, aby mu na poslední chvíli domluvila a přiměla ho slíbit, že odjede do Ameriky a začne tam zcela nový život, zničí svůj výzkum a vzdá se všeho ze svého dosavadního života. Když dojde na to poslední, vzpomene Alex na Dannyho. Všechno slíbí, ale agenti zkoumají jeho projevy detektorem lži a vše identifikují jako lež. Odvedou ji od Alexe a nechají ho zemřít. Když to Frances Dannymu odvypráví, zprvu rezignovaně odmítá jeho výzvy, aby s tím něco udělali a pohnali zodpovědné lidi ke spravedlnosti, ale nakonec se k němu přidá, ač nevěří v jakoukoli šanci úspěchu. |                            |                  |               |                    |                                 |